# Inmigración coreana en Paraguay
El primer movimiento migratorio de coreanos a Paraguay ocurrió en 1965, paralelamente al establecimiento de relaciones diplomáticas entre los dos países. 
Estos primeros inmigrantes, que contaban alrededor de 1.200, llegaron con el objetivo de reemigrar a EE.UU, Brasil o Argentina. Los que decidieron establecerse en zonas rurales para trabajar en el sector agrícola, al igual que en Brasil y Argentina, fracasaron por no tener experiencia en el sector.
Aunque la historia de la diáspora coreana en Latinoamérica se traza a partir de principios del siglo XX, no es hasta la década de los 90 cuando su presencia en varios países de Centro y Sur América se hace más evidente. Esto es debido en gran parte al final de la Guerra Fría, y el relajamiento posterior de los grupos de poder. El cambio en la agenda política internacional creó el escenario propicio para el establecimiento de relaciones diplomáticas entre la República de Corea y América Latina. 
Por otro lado, muchos países iberoamericanos tendieron durante estos años a orientar su desarrollo hacia un proceso de globalización. Las relaciones comerciales entre Corea y países como Chile, Brasil, México y Paraguay son especialmente destacables.

## Historia
El 22 de abril de 1965 llegaron los primeros coreanos a Paraguay. Eran 95 familias seleccionadas por el Ministerio de Salud y Asuntos Sociales de Corea del Sur, que huían de la Guerra de Corea (1950-1953) y de la difícil condición económica que había entonces en su lugar de origen.
Como Paraguay no presentaba muchos obstáculos a los inmigrantes, los coreanos partieron el 27 de febrero del mismo año desde el puerto de Busan, Corea, en un barco barco holandés llamado "Boissevain". Los primeros coreanos al llegar al Paraguay tuvieron muchas dificultades por las diferencias culturales y de idioma, pero lograron consolidarse en la sociedad paraguaya.
Especialmente, los inmigrantes coreanos eran conocidos por abrir desde la madrugada hasta muy tarde sus negocios, trabajando hasta en los feriados.

## Efemérides de la inmigración
- 11 de julio de 1966: Obtención del permiso para la creación de la Asociación de Coreanos del Paraguay.
- 2 de marzo de 1972: Inicio de la escuela coreana
- 15 de enero de 1975: Compra del terreno para el cementerio de coreanos residentes.
- 21 de junio de 1991: Compra del Parque Coreano.
- 12 de marzo de 1992: Creación de la escuela coreana oficial (curriculum escolar completo).
- 13 de febrero de 1993: Conclusión de la construcción de la escuela coreana actual.
- 1 de mayo de 1995: Inauguración del aniversario número 30 de la emigración coreana.
- 12 de mayo de 1996: Conclusión del parque coreano (piscina y otras instalaciones).
- 15 de octubre de 1998: Conclusión y apertura de la Plaza de Amistad.
- 15 de agosto de 1999: Publicación de la revista de los 35 años de emigración coreana.

## Características de la sociedad coreana del Paraguay

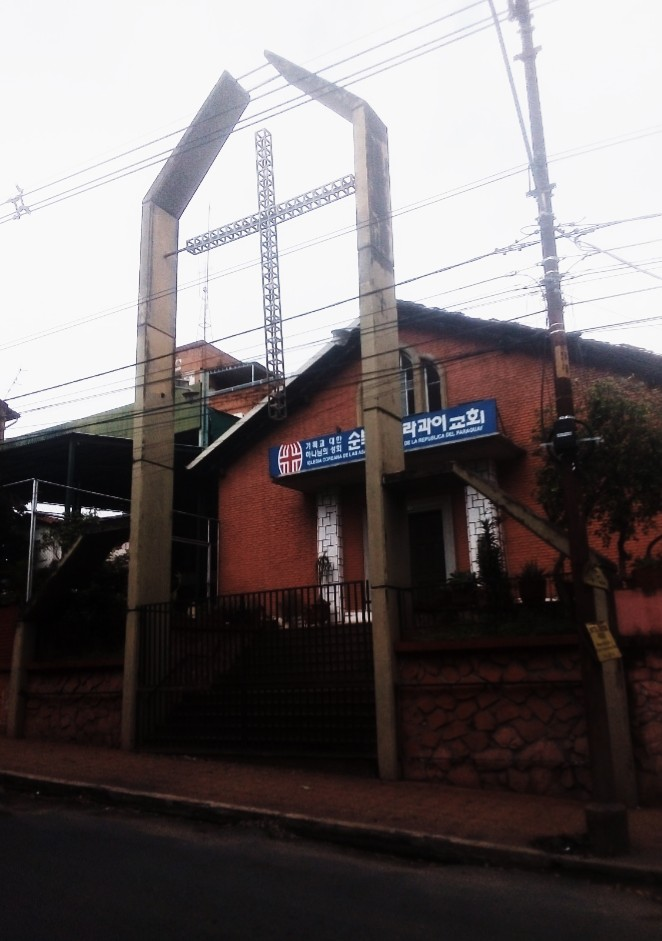
Iglesia coreana en el barrio Pettirossi de la capital.

La institución que representa a la sociedad es la Asociación de Coreanos en Paraguay, que brinda los servicios de informar y ayudar en casos de emergencia.
Trabaja junto con la embajada de Corea con los trámites de documentación tanto coreana como paraguaya. Está conformada por un presidente, dos vicepresidentes y diez miembros de la junta directiva que trabajan activamente en el servicio a la comunidad coreana.
La escuela coreana se inició con algunos profesores que decidieron ensenar el idioma coreano, así como cultura e historia a los hijos de los inmigrantes. El Centro de Educación y Cultura que administra la escuela coreana, cada año ofrece becas recaudadas por los coreanos residentes, a estudiantes paraguayos de escasos recursos.

### Incorporación a la sociedad paraguaya

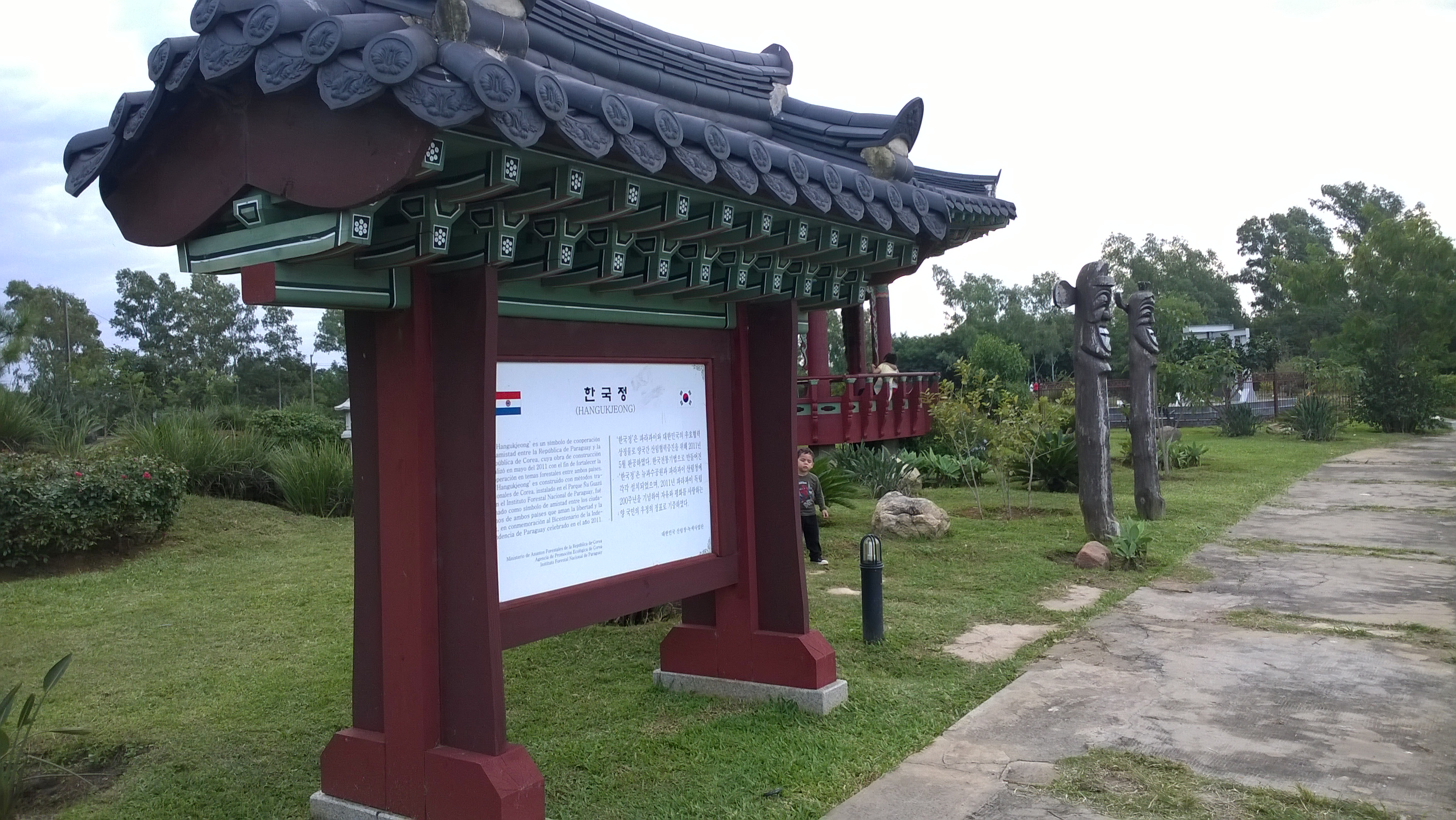
Monumento a la cooperación entre Corea y Paraguay, en el Parque Ñu Guazú.

Teniendo en cuenta los dos concejales en la capital del país (incluyendo a un candidato), hay profesores de universidad, médicos, farmacéuticos, abogados, contadores, arquitectos y otros que participan activamente en la sociedad.
En general la educación en la sociedad coreana es alta, muchos hijos de inmigrantes ingresan con calificaciones altas a las universidades de Medicina, de Derecho y otras carreras más. Y más de 200 hijos de inmigrantes están cursando sus estudios universitarios en el Paraguay, y se estima que dentro de unos años estarían participando activamente en las áreas políticas, económicas, artísticas y educativas del país.

### Hanguk Festival
Como una forma de celebrar la amistad que une a los pueblos coreano y paraguayo, la Asociación Coreana del Paraguay realiza esta actividad de manera bianual desde el año 2016. El Hanguk Festival es una propuesta cultural que incluye arte, tradición y gastronomía coreanas. Por lo general se desarrolla en el mes de agosto, en coincidencia con el aniversario fundacional de la ciudad de Asunción y de una fecha importante para el calendario coreano: Gwangbokjeol o Día de la restauración de la luz, fecha en que se recuerda la retirada japonesa de la península de Corea.
Música, danza, juegos y una variedad de sabrosos platos se apuntan dentro del cronograma de actividades que se escenifican en la Costanera de Asunción, con acceso libre y gratuito. La actividad cuenta con el apoyo de la Municipalidad de Asunción y de la Embajada de la República de Corea.El Hanguk Festival propone, entre otros atractivos, la realización de un gigante Bibimbap (arroz revuelto), una de las delicias de la tradicionales de la nación asiática. También se cuenta con un área de ventas de comidas tradicionales, entre ellos el Tteokbokki, (un aperitivo muy popular).
Se hace énfasis en los juegos tradicionales, como palsirum (pulseada), jegichagui (picadita) y dalgona popki, entre muchos otros en los que los visitantes pueden participar, mientras en el escenario principal, los artistas interpretan la danza del abanico (Buchaechum), percusión (Nanta), y una representación típica de cómo se celebra el primer año de los hijos (Doljanchi). No faltan las interpretaciones del K-POP, el estilo de música pop que traspasó fronteras y conquistó el mundo.

Hasta el momento, todas las ediciones han muy exitosas y contaron un multitudinario público.

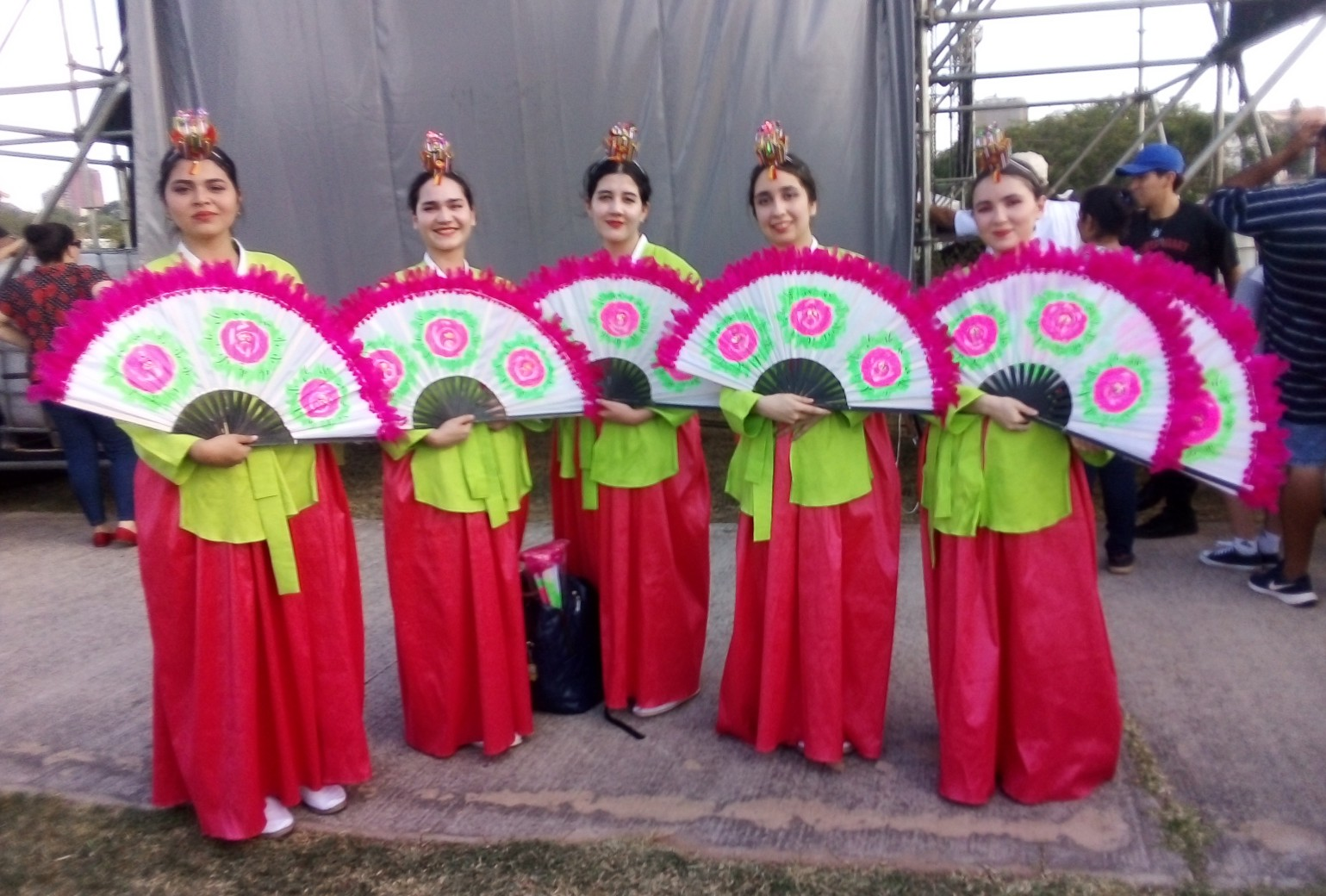
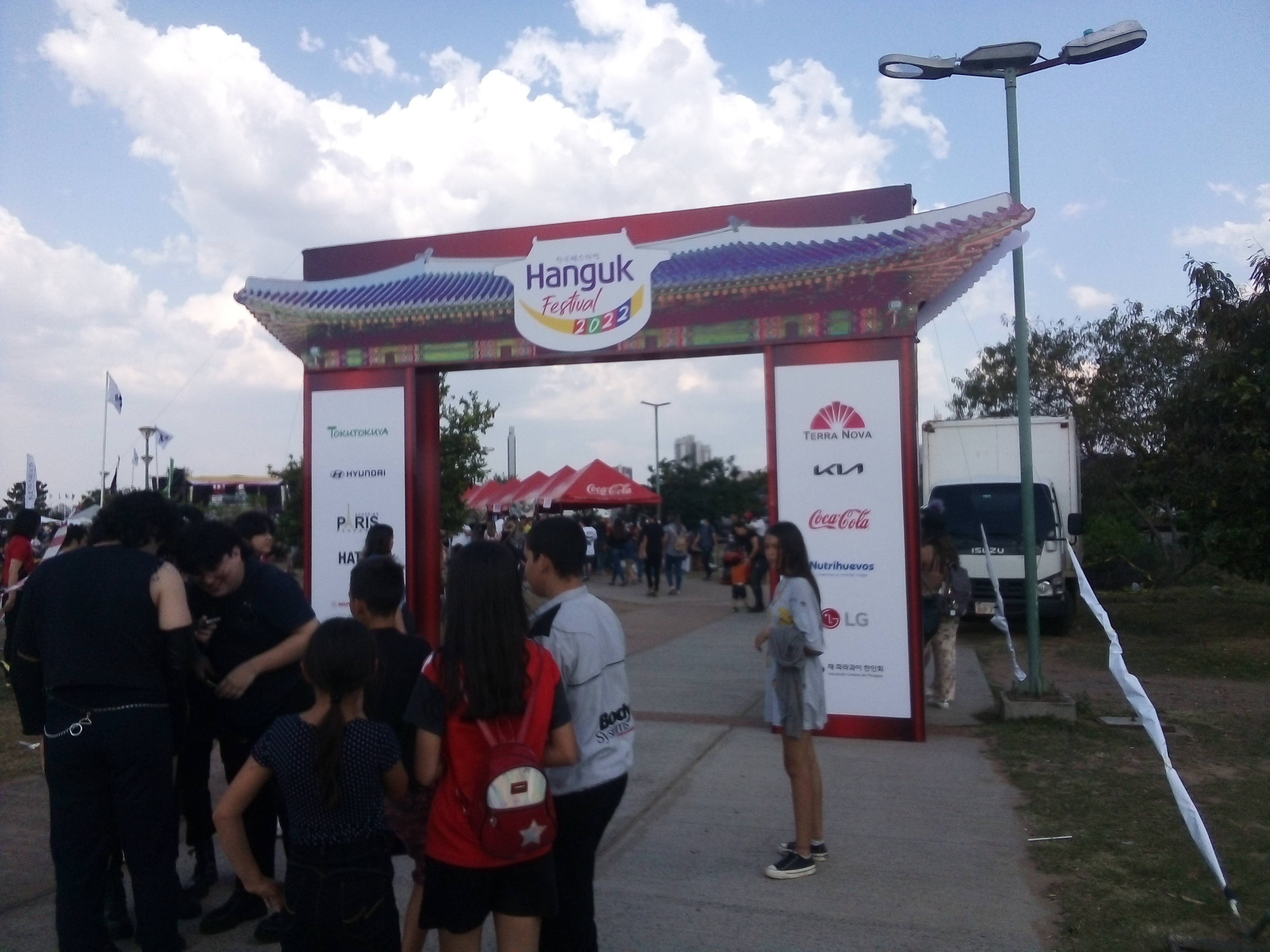
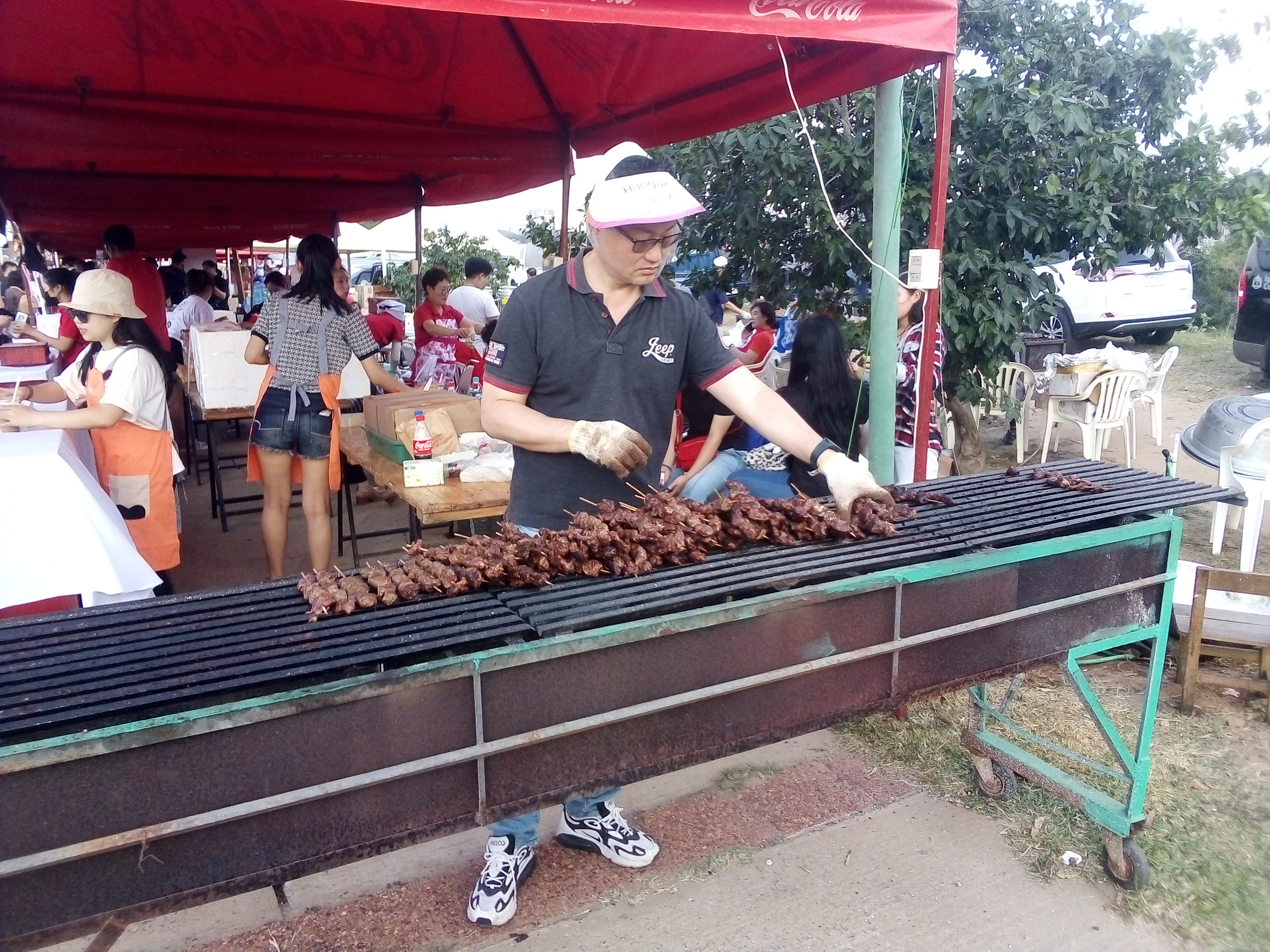
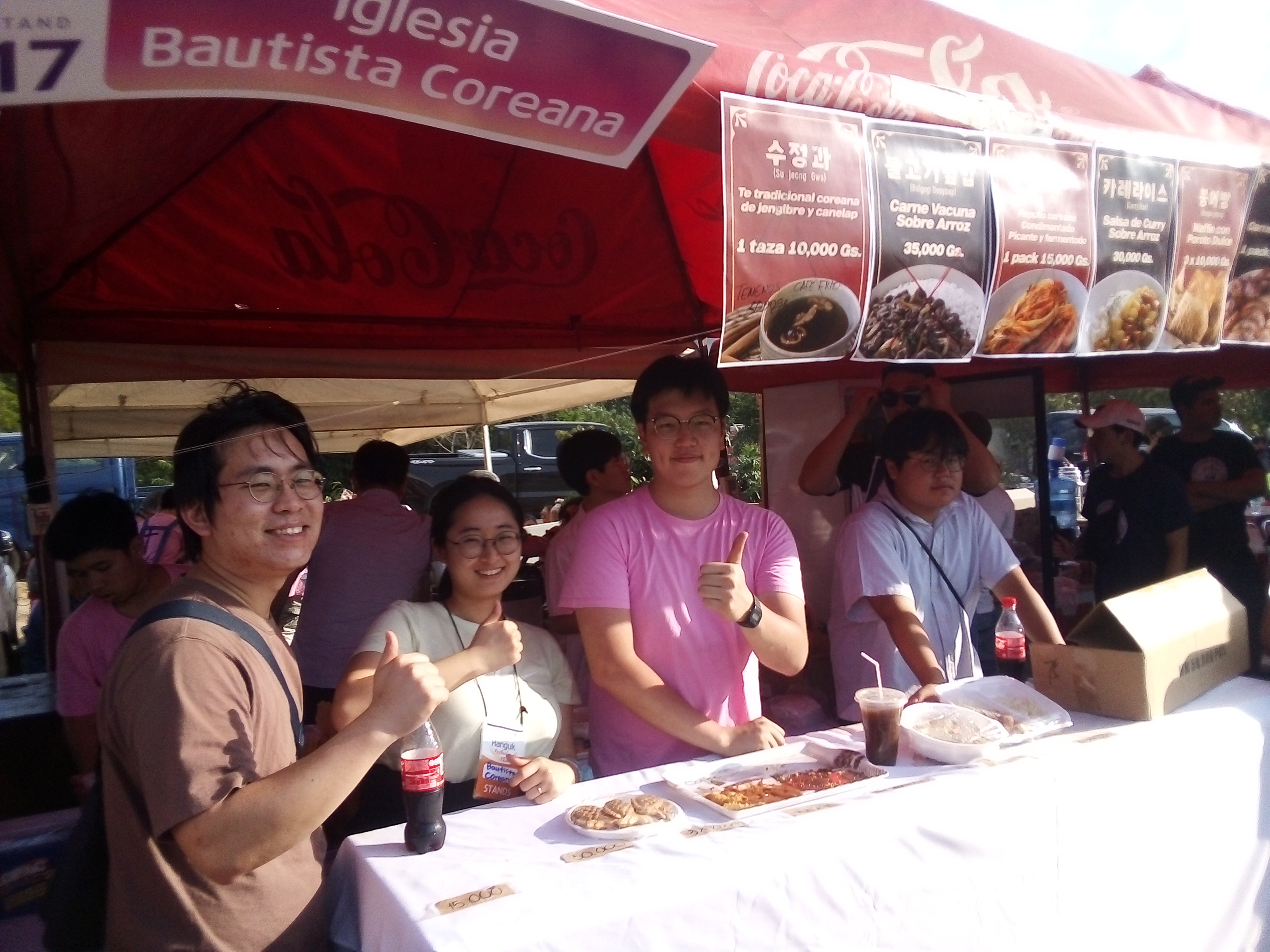

## Actividades económicas de los inmigrantes coreanos

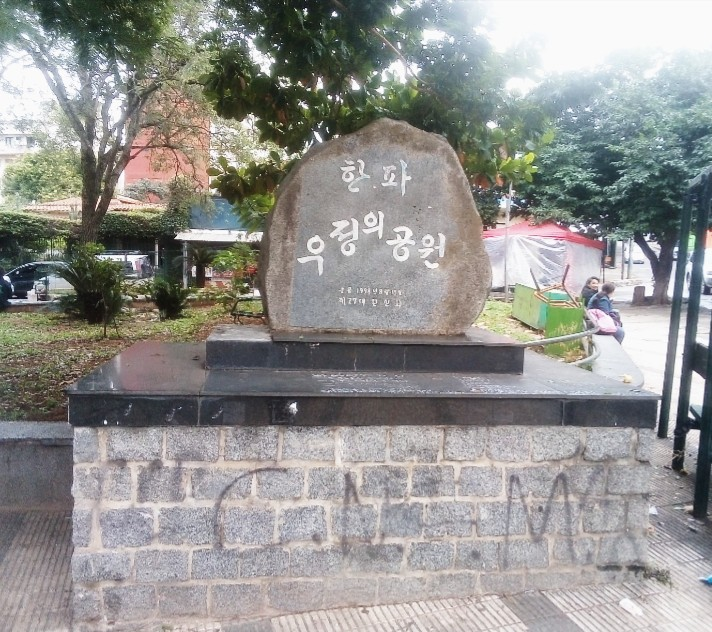
Plaza de la Amistad Coreano-Paraguaya, en el barrio Pinozá de la capital.

La inmigración coreana en Paraguay comenzó con la agricultura, pero en la actualidad están ubicados en la capital Asunción y en otras localidades como Ciudad del Este, Encarnación, Pedro Juan Caballero y se dedican a las actividades comerciales.
Los tipos de comercios que desarrollan los inmigrantes coreanos son despensas o supermercados, producción de ropas, casas de electrónica, zapaterías, importación de productos y ropas coreanas, comercios de venta, empresas de servicio, vendedores, etc.
La cantidad de inmigrantes coreanos que se dedican en el sector de producción aún es reducida, aunque se destacan en la producción textil, serigrafía, papel higiénico, servilletas, empaquetado, artículos escolares, producción de plásticos, indumentarias, helados, chorizos, etc.
En el sector agro ganadero, la 19º generación está comprometido con la industria agrícola, produciendo el 30% de los huevos en el Paraguay. Entre los empresarios granjeros coreanos está el Sr. Koo Wan Su, quien está construyendo una granja moderna para 500,000 gallinas. Una vez concluida, las empresas granjeras coreanas ocuparían más del 70% de la producción de huevos en el Paraguay.

## Personas destacadas
- Daniel Chung: comentarista deportivo.
- Bianca Lee: modelo.
- Alice Park: modelo.
- Yei Park: modelo.
- Yolanda Park: locutora y conductora de tv.
- Cheon Woo :Actor modelo y cantante